# Епархия Вердена

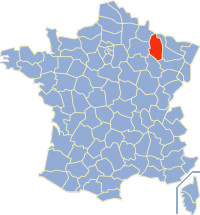
Карта епархии Вердена

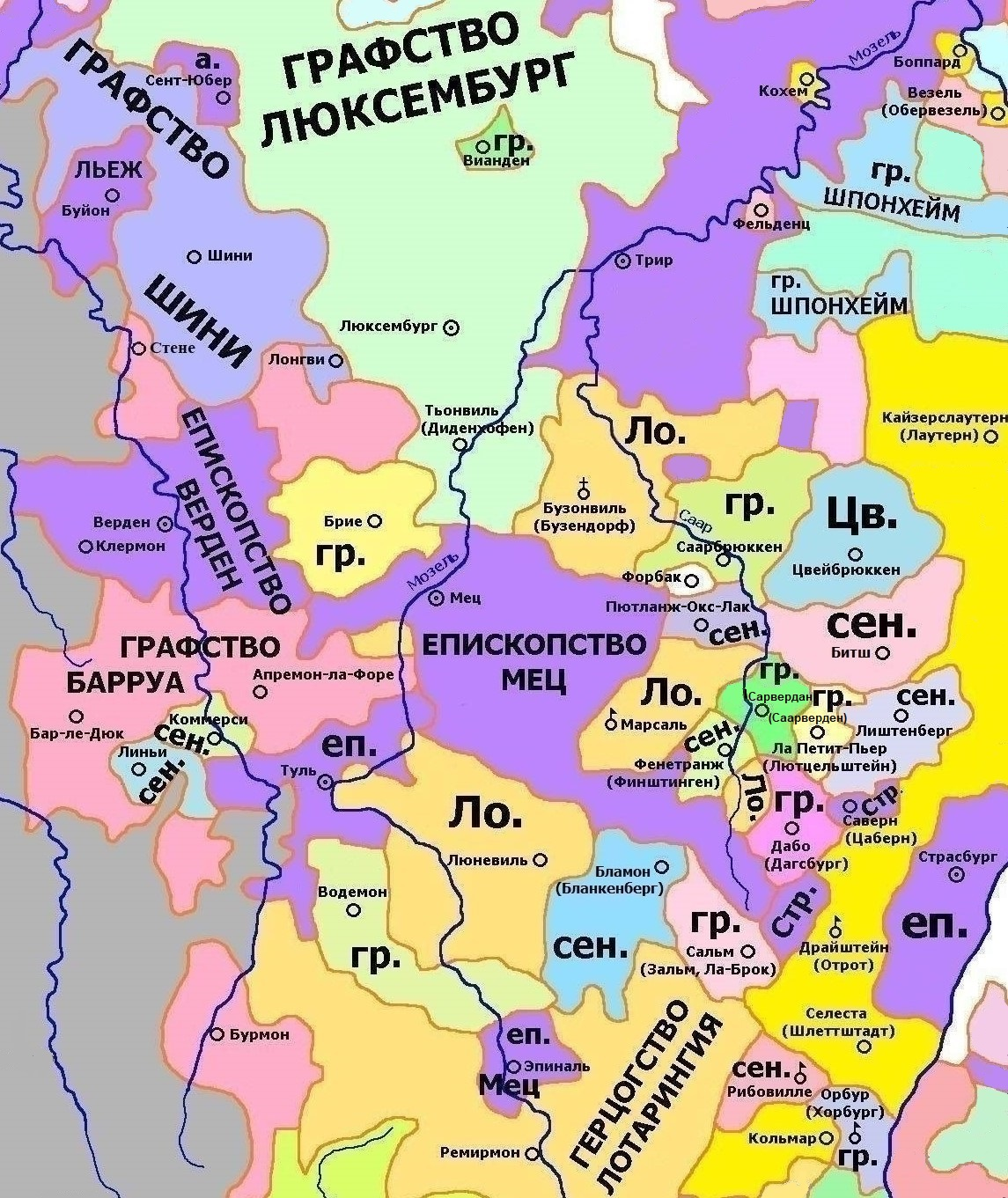
Епископство Верден

Епархия Вердена (лат. Dioecesis Virodunensis) — епархия Римско-Католической церкви с центром в городе Верден, Франция. Епархия Вердена входит в митрополию Безансона и распространяет свою юрисдикцию на территорию департамента Мёз. Кафедральным собором епархии Вердена является церковь Пресвятой Девы Марии.

## История
Епархия Вердена была создана в IV веке. Первоначально она входила в митрополию Трира. C 1552 года епархия Вердена была церковным княжеством, позже вошла в провинцию Три Епископства.
29 ноября 1801 года после конкордата с Францией Римский папа Пий VII издал буллу Qui Christi Domini, которой упразднил епархию Вердена, а его территорию передал епархии Нанси. В июне 1817 года Ватикан и Франция подписали новый конкордат и 27 июня 1817 года Римский папа Пий VII выпустил буллу Commissa divinitus, которой восстановил епархию Вердена. Конкордат не был утверждён французским парламентом, поэтому восстановление епархии произошло только формально. Окончательно епархия Вердена была 6 октября 1822 года восстановлена буллой Paternae charitatis Римского папы Пия VII. В этот же день епархия Вердена вошла в митрополию Безансона.
19 декабря 1906 года епископам Вердена была дарована привилегия носить паллий.

## Ординарии епархии
| - епископ Санктин, святой (346); - епископ Мавр, святой (356—383); - епископ Сальвин (? — 420); - епископ Аратор; - епископ Пульхроний (454—470); - епископ Посессор (? — 486); - епископ святой Фремин (486—502); - епископ Витон, святой (502—525/529); - епископ Дезидерат, святой (535 — 8.05.554); - епископ Агерик, святой (554 — 1.12.591/595); - епископ Харимир (592); - епископ Харимерис (614); - епископ Эрменфрид (? — 621); - епископ Годо (623—626); - епископ Павел, святой (641—648); - епископ Гизлоальд (648—665); - епископ Гереберт (665—689); - епископ Армоний (? — 701); - епископ Агреберт (? — 710); - епископ Берталамий (711—715); - епископ Аббон (716); - епископ Пеппон (716—722); - епископ Вольхиз (? — 722/729); - епископ Агроний (732—735); - епископ Мадальвей (753 — 9.10.776); - епископ Пётр (781—806); - епископ Анстранн (806—811); - епископ Гериланд (не позднее 814—822); - епископ Гильдуин (822 — 13.01.846); - епископ Гаттон (846/847 — 1.09.870); - епископ Берхард (870 — 31.12.879); - епископ Дадон (май 880—923); - епископ Гуго I (923—925); - епископ Бернойн (925—939); - епископ Беренгар (939—960); - епископ Вигфрид (962 — 31.08.983); - епископ Гуго II (984); - епископ Адальберон I (7.09.984 — 16.10.984) — назначен епископом Меца; - епископ Адальберон II (3.01.985 — 18.04.988); - епископ Эмон (988 — 21.04.1024); - епископ Регинберт (1024 — 29.04.1039); - епископ Ришар I (1039 — 7.11.1046); - епископ Тьерри (1046 — 28.04.1089); - епископ Рише (1089 — 8.03.1107); - епископ Ришар II де Гранпре (1107—1114); - епископ Мазон (1114—1117) — апостольский администратор; - епископ Генрих Блуаский (1117—1129); - епископ Юрсион (1129—1131); - епископ Альберон де Шини (1131—1156); - епископ Альбер I де Мерси (1156—1163); - епископ Ришар III де Крис (1163—1171); - епископ Арнуль де Шини (1172 — 14.08.1181); - епископ Анри II де Кастель (1181—1186); - епископ Альбер II де Иерж (1186 — 25.07.1208); - епископ Робер I де Гранпре (август 1208—1217); - епископ Жан I д’Апремон (1217 — 17.11.1224) — назначен епископом Меца; - епископ Рауль де Торот (1224—1245); - епископ Ги I де Треньель (1245); - епископ Ги II де Меллот (21.08.1245 — 9.02.1247) — назначен епископом Осера; - епископ Жан II д’Экс (1247 — 10.08.1252); - епископ Жак Панталеон Кур-Пале (18.12.1253 — 9.04.1255) — назначен патриархом Иерусалима, позднее выбран Римским папой Урбаном IV; - епископ Робер II де Медидан (5.10.1255 — 7.09.1271); - епископ Юльриш де Сарве (1271 — 24.02.1273); - епископ Жерар де Грансе (1275—1278); - епископ Анри III де Грансон (10.06.1284 — 1286); - епископ Жак де Рювиньи (13.12.1289 — 1296); - епископ Жан III де Ришерикур (11.03.1297 — 31.03.1302); - епископ Тома де Бланкенберг (8.07.1303 — 23.06.1305); - епископ Николя де Нёвиль (27.08.1310 — 1312); - епископ Анри IV де Аспремон (23.06.1312 — 5.01.1350); - епископ Оттон де Пуатье (12.02.1350 — 1351); - епископ Юг де Бар (4.07.1351 — 13.08.1361); | - епископ Жан IV де Бурбон-Монперу (8.04.1362 — 1372); - епископ Жан V де Дампьер Сен-Дизье (19.04.1372 — 4.05.1375); - епископ Ги III де Руа (28.05.1375 — 27.05.1381) — назначен епископом Доля; - епископ Леобальд де Кузанс (5.07.1381- 4.05.1404); - епископ Жан VI де Саарбрюккен (2.07.1404 — 10.01.1420) — назначен епископом Шалон-ан-Шампаня; - епископ Людовик I (10.01.1420 — 3.03.1423) — апостольский администратор; - епископ Раймон (20.03.1423 — 1423); - епископ Гильом де Монжуан (25.07.1423 — 14.04.1424) — назначен епископом Безье; - епископ Людовик I (14.02.1424 — 23.06.1430) — апостольский администратор; - епископ Луи де Арокур (31.07.1430 — 17.05.1437) — назначен епископом Туля; - епископ Гильом Филластр (17.05.1437 — 28.01.1449) — назначен епископом Туля; - епископ Луи де Арокур (28.01.1449 — 4.10.1456); - епископ Гильом де Арокур (7.02.1457 — 20.02.1500); - епископ Варри де Доммартен (20.02.1500 — 7.07.1508); - епископ Луи Лотарингский (18.09.1508 — 1522); - епископ Жан Лотарингский (9.12.1523 — 4.06.1544); - епископ Николя Лотарингский (4.06.1544 — 1547); - епископ Николя Псом (13.06.1548 — 10.08.1575); - епископ Николя Бусмар (27.02.1576 — 10.04.1584); - епископ Шарль де Лоррен-Водемон (7.01.1585 — 30.10.1587); - епископ Николя Буше (30.03.1588 — 19.04.1593); - епископ Эрик Лотарингский (9.06.1593 — 1610); - епископ Шарль де Лоррен-Шалиньи (19.10.1610 — апрель 1622); - епископ Франсуа де Лоррен-Шалиньи (1.06.1623 — 11.07.1661); - Sede vacante (1661—1668); - епископ Арман де Монши д’Окенкур (27.02.1668 — 29.10.1679); - епископ Ипполит де Бетюн (23.06.1681 — 24.08.1720); - епископ Шарль-Франсуа д’Алланкур де Дромниль (1.06.1722 — 16.03.1754); - епископ Эмар-Франсуа-Кретьен-Мишель де Николаи (20.05.1754 — 9.12.1769); - епископ Анри-Луи-Рене де Но (12.03.1770 — 2.09.1793); - Sede vacante (1793—1801); - Sede soppressa (1801—1822); - епископ Этьен-Брюно-Мари д’Арбу (13.01.1823 — 16.03.1830) — назначен епископом Байонны; - епископ Франсуа-Жозеф де Вильнёв-Эсклапон (13.12.1826 — 14.11.1831); - епископ Пласид-Брюно Валайе (10.09.1832 — 1836); - епископ Огюстен-Жан Ле Турнёр (30.11.1836 — 26.01.1844); - епископ Луи Росса (21.04.1844 — 24.12.1866); - епископ Огюстен Акар (12.01.1867 — 31.05.1884); - епископ Жан-Наталис-Франсуа Гонендар (31.12.1884 — 17.05.1887); - епископ Жан-Пьер Пажис (17.05.1887 — 29.03.1901); - епископ Луи-Эрне Дюбуа (5.04.1901 — 30.11.1909) — назначен архиепископом Буржа; - епископ Жан-Артюр Шолле (13.04.1910 — 21.11.1913) — назначен архиепископом Камбре; - епископ Шарль-Мари-Андре Жинисти (11.03.1914 — 7.01.1946); - епископ Мари-Жорж Пети (7.01.1946 — 31.08.1963); - епископ Пьер-Франсис-Люсьен-Анатоль Буайон (31.08.1963 — 8.07.1986); - епископ Марсель Поль Эррьо (25.05.1987 — 29.04.1999) — назначен епископом Суассона; - епископ Франсуа Поль Мари Мопю (9.03.2000 — 3.07.2014); - епископ Жан-Поль Гушинг (3.07.2014 — по настоящее время). |  |

## Источник
- Annuario Pontificio, Libreria Editrice Vaticana, Città del Vaticano, 2003, ISBN 88-209-7422-3
- Bolla Qui Christi Domini, in Bullarii romani continuatio, Tomo XI, Romae 1845, стр. 245—249 (лат.)
- Bolla Paternae charitatis, Bullarii romani continuatio, Tomo XV, Romae 1853, стр. 577—585
- Pius Bonifacius Gams, Series episcoporum Ecclesiae Catholicae, Leipzig 1931, стр. 652—653 (лат.)
- Konrad Eubel, Hierarchia Catholica Medii Aevi, vol. 1 Архивная копия от 9 июля 2019 на Wayback Machine, стр. 530—531; vol. 2 Архивная копия от 4 октября 2018 на Wayback Machine, стр. 269; vol. 3 Архивная копия от 21 марта 2019 на Wayback Machine, стр. 335; vol. 4 Архивная копия от 4 октября 2018 на Wayback Machine, стр. 370; vol. 5, стр. 416; vol. 6, стр. 443 (лат.)